# بيتر بيتيغرو
بيتر بيتيغرو شخصية خيالية لساحر ابتكرتها المؤلفة البريطانية جيه كيه رولينغ. شهرته وورمتيل، كان أحد النهابين الأربعة عندما كان تلميذاً في هوجوورتس، اختاره جيمس بوتر بتدبير سيرياس بلاك ليكون كاتم أسرار آل بوتر عندما طاردهم لورد فولدمورت، لكنه خان العائلة، وسلمهم إلى فولدمورت ليصبح آكل موت، وفيما بعد حين سقط فولدمورت، وطارده سيرياس بلاك لينتقم منه، حول نفسه إلى فأر وعاش مع عائلة ويزلي، على أنه سكابرز، فأر رون ويزلي، قبل أن ينفضح أمره في كتاب هاري بوتر وسجين أزكابان، ويضطر إلى الهروب ليلحق بفولدمورت، ويلعب دوراً مهماً في استعادته قوته.ثم يختفي من الجزء الرابع وحتى السابع حيث يلقى مصرعه على يد الجني المنزلي دوبي.